# Estación de Concorde
Concorde es una estación del metro de París situada en el límite de los distritos I y VIII, bajo la plaza de la Concordia. Pertenece a las líneas 1, 8 y 12.

## Historia
La estación fue inaugurada el 13 de agosto de 1900, poco después de la puesta en marcha de la línea 1. El 5 de noviembre de 1910, la compañía Nord-Sud abrió la estación de la línea C, la actual línea 12. Por último, el 12 de marzo de 1914 llegaría la línea 8. 

## Descripción

### Estación de la línea 12
La estación se compone de dos andenes laterales ligeramente curvados y de dos vías, una en cada sentido. En su diseño sigue un esquema que se repite en varias estaciones de la línea 12 donde la clásica bóveda del metro parisino es sustituida por unas paredes verticales, recubiertas de unas azulejos blancos de un tamaño superior a lo habitual, y un techo metálico formado por tramos semicirculares que sostienen unas vigas de acero pintadas de colores.
Tanto la iluminación, que se realiza con lámparas resguardadas en estructuras rectangulares de color burdeos que sobrevuelan la totalidad de los andenes no muy lejos de las vías. Como la señalización, que emplea paneles metálicos de color azul y letras blancas y los asientos, que combinan una larga y estrecha hilera de cemento revestida de azulejos que sirve de banco improvisado con algunos asientos individualizados que se sitúan sobre dicha estructura son de estilo Z
La estación, como todas las de la línea 12, dispone de puertas de andén

### Estación de la línea 8
La estación se compone de dos andenes , de 75 metros y de dos vías.
En su diseño es idéntico al de la línea 12.

### Estación de la línea 12

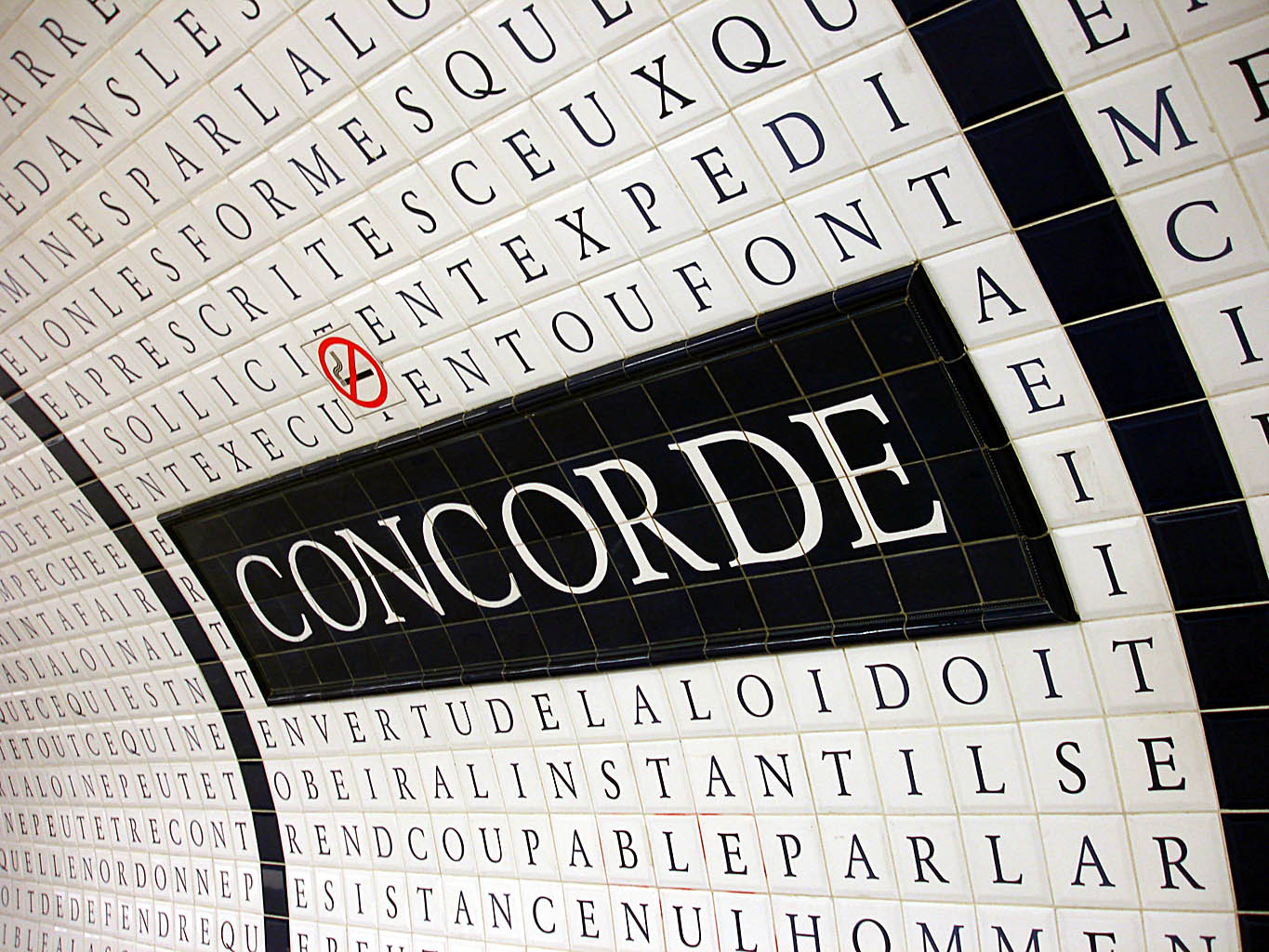
Detalle de la bóveda de la estación de la línea 4556

Dos andenes de 75 metros y de dos vías.
Es una estación única por su diseño. Desde 1991, toda la bóveda, a excepción de los tramos cercanos al suelos, se asemeja a una inmensa sopa de letras donde cada azulejo, pequeño y cuadrado, recoge una letra, un número o signo de puntuación. El conjunto, no obstante, sí mantiene un orden, ya que reproduce varios artículos de la Declaración de los Derechos del Hombre y del Ciudadano. Para facilitar la lectura, que debe realizarse en bloques, unas rayas azules separan los artículos. La iluminación, que corre a cargo del modelo New Neons se ha separado al máximo de la bóveda para no ocultar ningún tramo de la misma. El diseño es obra de la arquitecta belga Françoise Schein. Por último, cada andén lateral está equipado con unos bancos de madera que nada tienen que ver con el mobiliario habitual de la red.

## Accesos
La estación dispone de seis accesos:
- Acceso 1: a la altura de la calle Royale, lado impar.
- Acceso 2: a la altura de la calle Royale, lado par.
- Acceso 3: a la altura de la calle Rivoli, en su unión con la calle Saint-Florentin
- Acceso 4: a la altura de la callae Cambon
- Acceso 5: a la altura de la calle Rivoli, del lado del Jardín de las Tullerías
- Acceso 6: a la altura de la calle Rivoli, junto al Museo de la Orangerie